# El Tzitzun
El Tzitzun är en ort i Mexiko.   Den ligger i kommunen San Fernando och delstaten Chiapas, i den sydöstra delen av landet, 700 km öster om huvudstaden Mexico City. El Tzitzun ligger 851 meter över havet och antalet invånare är 111.
Terrängen runt El Tzitzun är huvudsakligen kuperad, men norrut är den bergig. Runt El Tzitzun är det ganska tätbefolkat, med 116 invånare per kvadratkilometer. Närmaste större samhälle är Berriozábal, 12,5 km söder om El Tzitzun. I omgivningarna runt El Tzitzun växer huvudsakligen savannskog.